# Гандхара
Гандха́ра (также Гандара, Гандхара, Чандахара, Гангхар, санскр. पुरुषपुर или गंधार — Гандхара или Пурушапура, пушту ګندهارا‎) — северо-западная область Большой Индии и название древнего царства, простирающаяся от Пакистана до восточных провинций Ирана. Гандхара сосредоточена вокруг южной части долины реки Кабул. На востоке она простирается за пределы реки Инд и включает в себя граничные области долины Кашмира. Историческая столица — город Таксила.

## География
Народ гандхарцев во времена Вед проживал к югу от реки Кабул вплоть до её слияния с Индом. Позднее гандхарцы пересекли Инд и вторглись в северно-западный Пенджаб. Гандхара находилась на северном горном пути (Уттарапатха), в самом центре коммуникаций Индии с Ираном и Средней Азией.

## Древняя Гандхара
В Гандхаре прослеживается влияние культуры юга Центральной Азии бронзового века и гандхарской пещерной культуры, скорее всего соответствующей миграции индоарийцев к очагам ведийской цивилизации. Имя гандхарцев встречается в Ригведе и в Атхарваведе. Гандхарцы упоминаются в разделе пуран Уттарапатха и в буддийских источниках. Айтарея Брахмана говорит о гандхарском царе Наганаджите, современнике царя Джанаки из Видехи.
Согласно Махабхарате, гандхарцы принимали участие в войне на стороне Кауравов против Пандавов, были при этом отважными и искушёнными воинами. Согласно пуранам Джапанада была основана Гандхарой, сыном Аруддхи. Земли Гандхары омывал Инд. Города Таксила и Пушкалавати в стране Джанапада были названы в честь сыновей Бхараты.
Согласно джатакам, гандхарское царство включало также Кашмир (Jataka No 406). Гекатей Милетский говорил о Каспарире (Касьяпуре или Кашмире) как о гандхарском городе. Большое значение Гандхары отмечают буддийские источники вроде Ангуттара Никая. Индийский лингвист Панини и политический теоретик Каутилья окончили университет в Таксиле.
Гандхарский царь Пуккусати в VI веке до н. э. был одновременно царём в Магадхе.
Во времена Александра Македонского детально известны цари, правившие различными частями Гандхары.

### Персидское владычество
Во время правления Ахеменидов Гандхара и Камбоджа попали под власть Персии, это произошло непосредственно во время походов Кира Великого (558—530 годы до н. э.) или в первые годы Дария I. Гандхара и Камбоджа образовали седьмую сатрапию (верхнего Инда).
Кир Великий, согласно летописям, уничтожил знаменитый город камбоджей Каписи (Бергам в Паропамисадах). Спутники Александра Македонского не упоминали названий Камбоджа и Гандхара, а говорили о малых царствах на их территориях, поэтому вряд ли в то время существовало какое-нибудь сильное государство. В 326 году до н. э. большинство государств Гандхары и Махаджапады были заняты Александром Македонским.
По мнению ряда учёных[кто?], население Камбоджи и Гандхары составляло одну этническую группу.

## Династия Маурьев
Основатель Империи Маурьев Чандрагупта нанёс поражение Селевку Никатору и занял Гандхару в 305 до н. э.. В составе Империи Маурьев Гандхара процветала, через Гандхару проходили многочисленные торговые пути. Большое значение придавал Гандхаре царь Ашока, во времена которого в Гандхаре процветал буддизм. Продолжатели Ашоки уже не могли удержать такую большую империю.

## Кушанский период
В 50-60 гг. н.э. Гандахару (кит. Цзибинь) завоевывает кушанский царь Куджула Кадфиз, а его внук Канишка переносит сюда в 103 году столицу своего государства. В этот период буддизм испытав греческое и иранское влияние приобретает специфику (махаяна) и распространяется на территорию Китая (кушанский монах Локакшема)

## Распространение буддизма
Миссионеры из Гандхары вместе с другими монахами из Центральной Азии со II века проповедовали буддизм в столице Китая Лояне и занимались переводом на китайский язык буддийских текстов, при этом они переводили как труды махаяны, так и тхеравады.
- Локакшема, (кит. 支谶, Чжи Чан), кушанский монах, первый переводчик текстов махаяны на китайский язык. (167—186)
- Чжи Яо (кит. 支曜 (185), кушанский монах из следующего поколения переводчиков после Локаксемы, по происхождению юэчжи.
- Чжи Цянь (220—252), кушанский монах, дед которого обосновался в Китае в период 168—190.
- Чжи Юэ (230), кушанский монах, живший в Нанкине.
- Дхармаракша (265—313), кушанец, живший многие поколения в Дуньхуане.
- Джнянагупта (561—592), кушанский монах и переводчик из Гандхары.
- Шикшананда (652—710), монах, переводчик из Уддияны, Гандхара.
- Праджна (810). Монах и переводчик из Кабула, обучавший Кукая санскритским сутрам.

## Искусство Гандхары
Школа искусства Гандхары процветала на северо-западе Индии и в восточном Афганистане в период между I веком до н. э. и VII веком н. э. В период между VI и V веками до н. э. во время правления персидской династии Гандхара впитала в себя индийское и средиземноморское влияния в искусстве и культуре. Поэтому искусство Гандхары рассматривают как искусство слияния цивилизаций.

## Хронология
- 2300—1700 годы до н. э. — цивилизация долины Инда.
- 1700—520 годы до н. э. — нет свидетельств.
- 520—400 годы до н. э. — Империя Ахеменидов.
- 329—316 годы до н. э. — оккупирована Александром Македонским и его военачальниками
- 326—180 годы до н. э. — вошла в состав Империи Маурьев, основанной Чандрагуптой. Обращена в буддизм царём Ашокой (273—232 годы до н. э.).
- 180—10 годы до н. э. — в составе Индо-греческого царства, пережила короткие вторжения индо-скифов около 100 года до н. э..
- 10 год до н. э.—20 год н. э. — Кушанская империя юэчжи.
- 20—75 годы — парфянское вторжение, Индо-парфянское царство. Правление военачальника Аспавармана.
- 75—230 годы — Кушанская империя.
- 230—300 годы — Кушаншахи (персидское буферное государство, зависимое от Персии).
- 300—450 годы — под контролем династии Гупта.
- 450—565 годы — эфталиты (Белые гунны).
- 565—712 годы — местные правители.
- 712—850 годы — под управлением Халифата.

## Галерея
- Бодхисаттва (I—III века), музей Гиме, Париж
- Голова Будды II век
- Будда на колонне
- Атлант, поддерживающий буддийский монумент, Хадда
- Праздник с вином, Хадда, (I—II века)
- Рождение Сиддхартхи, (II—III века)
- Греческая декорация, Хадда
- Греческая сцена, Гандхара, I век
- Стоящий Будда
- Портрет из Хадды, Гандхара, III век
- Богиня-мать (богиня плодородия), традиция долины Инда, терракота, Сан Дхери, Гандхара, I век до н. э.
- Женская фигура, терракота, Чарсадда, Гандхара III—I века до н. э.